# Страутманис, Пётр Якубович
Пётр Якубович Страутманис (24 апреля 1919 — 27 июня 2007) — латвийский государственный деятель. Председатель Президиума Верховного Совета Латвийской ССР. Член КПСС с 1944 года. Член Бюро ЦК КП Латвии. Депутат Верховного Совета СССР 7—9-го созывов, депутат Верховного Совета Латвийской ССР 5-го —11-го созывов.

## Образование
С 1951 по 1954 год слушатель Высшей партийной школы при ЦК ВКП(б) — КПСС

## Биография
Родился в крестьянской семье. С 1937 года работал по найму.
С июля 1940 по 1941 год заведующий отделом Талсинского уездного комитета ЛКСМ Латвии.
С 1941 по 1943 год в РККА, с 1943 по 1944 год командир партизанского отряда.
С 1944 года — инструктор Валкского уездного комитета КП(б) Латвии, редактор районной газеты.
С 1950 по 1951 год 1-й секретарь Апского районного комитета КП(б) Латвии.
С 1954 года — 1-й секретарь Добельского районного комитета КП Латвии, затем заведующий отделом ЦК КП Латвии.
С 1956 по 1958 год — министр совхозов Латвийской ССР.
С 1958 года по январь 1960 года — первый заместитель министра сельского хозяйства Латвийской ССР.
С 27 января 1960 года по 18 февраля 1965 года — секретарь ЦК КП Латвии.
С 7 декабря 1962 года по 1 декабря 1964 года — председатель бюро ЦК КП Латвии по руководству сельскохозяйственным производством.
С февраля 1965 года по 20 августа 1974 года — Первый заместитель Председателя Совета Министров Латвийской ССР.
С 20 августа 1974 года по 22 июня 1985 года — Председатель Президиума Верховного Совета Латвийской ССР.
С 5 марта 1976 года по 25 февраля 1986 года — член Центральной ревизионной комиссии КПСС.
С июня 1985 года — персональный пенсионер союзного значения, г. Рига.

## Награды
- орден Октябрьской Революции
- 4 ордена Трудового Красного Знамени